# 클라나드 (음악 그룹)

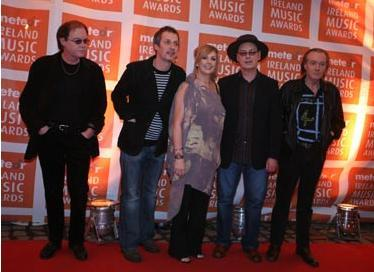

클라나드는 아일랜드를 대표하는 포크 록 그룹으로 1973년 출발 당시 브레넌 집안의 자녀들로 구성된 그룹이다. 현재 구성원은 모야 브레넌, 키론 브레넌, 폴 브레넌, 노엘 두간, 포릭 두간으로 이루어져 있다. 그룹명의 유래는 게일어로 '도어 (Dore)에서 온 가족' (출신지가 아일랜드의 그위도어 (Gweedore) 이다)이라는 뜻의 'An Clann As Dobhair'이다. 한때 엔야 브레넌과 폴 브레넌이 활동하다가 (솔로로 활동하기 위해) 팀을 떠났다. 그러나 폴 브레넌은 2011년 팀에 다시 들어와 지금까지 활동하고 있다.

## 앨범 목록
- 1973년: Clannad
- 1975년: Clannad 2
- 1976년: Dúlamán
- 1978년: Clannad In Concert
- 1980년: Crann Úll
- 1981년: Lúis
- 1982년: Fuaim

- 1983년: Magical Ring
- 1984년: Legend
- 1985년: Macalla
- 1987년: Sirius
- 1988년: Atlantic Realm [사운드트랙]
- 1989년: The Angel and the Soldier Boy [사운드트랙]
- 1990년: Anam
- 1993년: Banba
- 1996년: Lore
- 1997년: Landmarks
- 1998년: An Díolaim

이와 같은 앨범으로 활동하였다.